# Heavenly Days
『Heavenly Days』（ヘヴンリィ・デイズ）は、CooRieの5枚目のオリジナルアルバム。2010年10月20日にMellow Headから発売された。

## 概要
前作『Imagination Market』から約1年ぶりのリリースであり、2010年3作目の作品。既存曲8曲、カバー曲1曲、新曲4曲が収録されている。
rino名義で楽曲提供をしたスフィアの3作目のシングル「風をあつめて」がセルフカバー曲として収録されている。リード曲である「Heavenly Days」は、劇場映画『マリア様がみてる』の主題歌として起用されている。CooRieの楽曲が実写映画の主題歌として起用されるのは本作が初めてであった。
コンセプトは「言葉にする事が難しい様々な想い」。また、本作の発売を記念したキャンペーンイベントが開催された。自身の作品を引っ提げたキャンペーンイベントが開催されるのはこれが初めてであった。

## 収録曲
（全作詞・作曲：rino）
1. ノスタルジアに愛を込めて [1:20]
編曲：rino
「本作の幕開けを予感させる曲」をテーマにして製作した曲であったが、完成時は「CooRieの新たな表現世界が感じられる曲になった」と語っている[3]。
2. 夢想庭園 [4:21]
編曲：大久保薫
  - OVA「文学少女メモワール」オープニングテーマ
3. 煌めきHarmonics [3:13]
編曲：大久保薫
  - テレビアニメ『宙のまにまに』挿入歌

詞は音楽用語をアクセントに使用している。
レコーディングでは『宙のまにまに』の登場キャラクターの日常風景を想い浮かべながら行った[3]。
4. 闇に咲く星のように [4:21]
編曲：大久保薫
  - テレビアニメ『宙のまにまに』第4話エンディングテーマ
5. 星屑のサラウンド [4:36]
編曲：大久保薫
  - テレビアニメ『宙のまにまに』エンディングテーマ
6. 音速タイムマシンに乗って [3:51]
編曲：rino
2010年8月15日から2011年1月15日まで行われたアコースティックライブ『音速タイムマシンに乗って』のテーマソングとして書き下ろした曲。
ライブ内で披露した曲にアレンジを加えた物になり、打ち込みサウンドが「タイムマシン」を想わせる曲になっている[3]。
7. 金色の風景 [5:18]
編曲：大久保薫
起用された『“文学少女”シリーズ』を読み、製作された曲。ピアノ、バイオリンの楽曲構成[3]。
  - 『”文学少女”と夢現の旋律』イメージソング
8. 風をあつめて 〜CooRie Bossa Mix Version〜 [5:23]
編曲：大久保薫
スフィアの3枚目のシングル「風をあつめて」のセルフカバー。
カバー曲の収録が決定した時に最初に思い浮かんだ曲であったという。
テンポの高速化、全体の雰囲気が大人に仕上がったアレンジになっている[3]。
9. Like A Music [3:43]
編曲：rino
10. My Dearest [4:45]
編曲：大久保薫
  - パソコンゲーム『ことり Love Ex P』主題歌

楽曲テーマは「ウェディングソング」[3]。
11. めぐり愛逢い [4:27]
編曲：大久保薫
  - 3D生活空間サービス『ai sp@ce』テーマソング
12. 桜風 [4:14]
編曲：大久保薫
  - パソコンゲーム『D.C.II Fall in Love 〜ダ・カーポII〜 フォーリンラブ』グランドエンディングテーマ

楽曲テーマは「爽快なサヨナラソング」で、日常を描いている[3]。
13. Heavenly Days [4:48]
編曲：大久保薫
  - 劇場版『マリア様がみてる』主題歌

映像を見た直後に製作した曲で起用された『マリア様がみてる』のファン、出演者の未来への想いが込められた曲。レコーディングは生演奏で行った[3]。